# Telkibánya
Telkibánya é um município da Hungria, situado no condado de Borsod-Abaúj-Zemplén. Tem 46,82 km² de área e sua população em 2015 foi estimada em 549 habitantes.